# Makalu
Makalu (U Nepalu službeno मकालु; u Kini Makaru; Pinyin: Mǎkǎlǔ Shān) je planina na granici Nepala i Kine. S 8462 m, peta najviša planina na svijetu iza Mount Everesta, K2, Kangchenjunge i Lhotsea.

## Opis
Makalu je dio lanca Himalaje. Nalazi se oko 22 km istočno od Everesta. Ime Makalu nejasnog je značenja, te se najčešće tumači kao izvedenica sanskrtskog termina Maha – kala (veliko vrijeme) jedan od naziva za hindusko božantvo Šiva. Makalu je izolirani vrh pravilnog piramidalnog oblika s četiri oštra ruba. Oko 3 km sjeveroistočno od glavnog vrhunca, nalazi se niži vrhunac Kangchungtse, (također nazvan Makalu II), visok 7678 m. Makalu se nalazi u zaštićenom području nacionalnog parka Makalu Barun.

## Usponi
Makalu se smatra među najtežim planinama za alpinističke uspone radi potpune izloženosti vjetrovima. Usponi su rijetki, te je to bila posljednja planina iznad 8000 metara visine osvojena po zimi. Prvi pokušaj osvajanja zbio se 1954., kada je američka ekspedicija dostigla visinu od 7100 m. Istog proljeća novozelandska ekspedicija u kojoj je sudjelovao i Edmund Hillary također nastoji osvojiti vrhunac ali ne uspjeva radi vremenskih prilika. U jesen 1954., francuska istraživačka ekspedicija osvaja niži vrh Kangchungtse. 15. svibnja iduće godine vrhunac osvajaju Lionel Terray i Jean Couzy, članovi francuske ekspedicije predvođene Jeanom Francom, koji se zajedno s G. Magnoneom i Sirdar Gyaltsen Norbuom popeo na vrh idućeg dana. Prvi uspon s jugoistočne strane obavili su Japanci Y. Ozaki i A. Tanaka 23. svibnja 1970. Uspon na vrh preko vrlo tehničkog sjevernog puta ostvarili su 1971. Francuzi B. Mellet i Y. Seigneur. Drugi uspon sa zapadne strane uspješno su postigli 1980. John Roskelley, Chris Kopczynski, James States i Kim Momb, bez pomoći Sherpa nosača i kisika. 9. veljače 2009., Simone Moro i Denis Urubko, prvi su osvojili Makalu za vrijeme zime.

## Vanjske poveznice
- Makalu - summitpost.org
- Makalu - peakware.com/   Arhivirana inačica izvorne stranice od 25. listopada 2011. (Wayback Machine)
- Britanska ekspedicija 2004.   Arhivirana inačica izvorne stranice od 7. travnja 2009. (Wayback Machine)
- Makalu - 8000ers.com/